# Rena (râu)
Rena este un râu din Norvegia. Izvorăște din masivul Fonnåsfjellet din Munții Scandinaviei, are o lungime de 151 km și se varsă în râul Glomma în apropierea localității Rena. Gura de vărsare se află la o altitudine de 185 m. Bazinul hidrografic al râului acoperă o suprafață de peste 3000 km 2, majoritatea acoperită de păduri de conifere.